# Nevlya Peak
Nevlya Peak är en bergstopp i Antarktis. Den ligger i Sydshetlandsöarna. Argentina, Chile och Storbritannien gör anspråk på området. Toppen på Nevlya Peak är 214 meter över havet.
Terrängen runt Nevlya Peak är kuperad åt nordost, men åt sydväst är den platt. Havet är nära Nevlya Peak åt sydväst. Trakten är glest befolkad. Närmaste befolkade plats är Maldonado Station, 9,9 km norr om Nevlya Peak. 